# LORAN

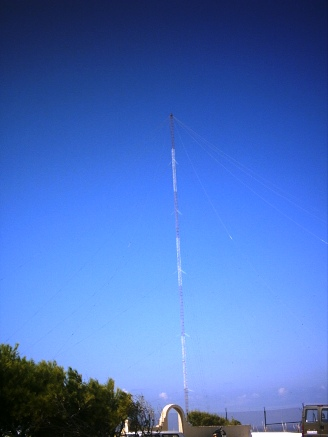
Antenna Stazione Loran-C di Lampedusa - Slave 7990X

Il LORAN (LOng RAnge Navigation, dall'inglese navigazione a lungo raggio) è un sistema di radionavigazione terrestre tramite onde radio LF (a bassa frequenza) che sfrutta l'intervallo di tempo tra i segnali ricevuti da tre o più stazioni per determinare la posizione di una nave o di un aereo.
La versione del LORAN oggi in uso è denominata LORAN-C, ed opera sulla banda di frequenze da 90 a 110 kHz, inclusa nella porzione LF dello spettro radio. Varie nazioni fanno uso di questo sistema, tra cui Stati Uniti d'America, Giappone e vari paesi europei. La Russia utilizza un sistema quasi identico, sulla stessa banda di frequenza, chiamato Chayka.
Ad oggi, l'uso del LORAN è in rapido declino, a causa dell'avvento dei più efficaci e precisi sistemi di posizionamento satellitare, come il GPS. Nonostante ciò, vi sono tuttora tentativi di migliorare e riabilitare il sistema.

## Storia
Il sistema LORAN fu sviluppato dal Dipartimento della Difesa degli Stati Uniti a partire dal sistema britannico GEE, usato durante la Seconda guerra mondiale. L'uso di sistemi di radionavigazione veniva a sostituire la navigazione astronomica in ambito aeronautico, rivoluzionando i sistemi di determinazione della posizione dei velivoli e delle navi.
I primi LORAN avevano un raggio di circa 1800 km (1000 miglia), che grazie alla propagazione favorevole, si estendevano a più di 5500 km (3000 miglia) nelle ore notturne, contro i circa 644 km dei sistemi GEE dell'epoca. I sistemi LORAN furono utilizzati già durante la Seconda guerra mondiale e furono ampiamente sfruttati sul campo dalla US Navy e dalla Royal Navy. Successivamente, il sistema fu molto usato dalla guardia costiera statunitense.
Fu inizialmente designato LRN, Loomis Radio Navigation, dal nome del fisico Alfred Lee Loomis che, oltre ad aver inventato il sistema, ebbe un ruolo cruciale nell'ambito di ricerca e sviluppo militare durante la guerra.

## Principio di funzionamento

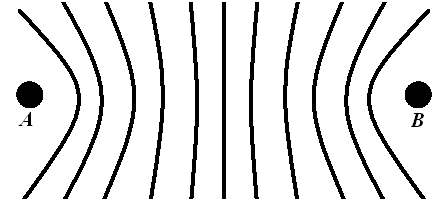
Semplice diagramma del principio di funzionamento del LORAN. La differenza temporale tra la ricezione di segnali sincronizzati dalle stazioni A e B è costante lungo ognuna delle curve iperboliche.

LORAN-C-Signal

Il metodo di navigazione sfruttato dal sistema LORAN si basa sull'intervallo di tempo che intercorre tra segnali ricevuti da una coppia di radiotrasmettitori sincronizzati. L'intervallo di tempo, in condizioni ideali, è direttamente proporzionale alla differenza delle distanze dai due trasmettitori e definisce quindi una linea di posizione iperbolica, detta linea TD (time delay, ritardo di tempo), i cui fuochi sono occupati dalle due stazioni che emettono il segnale. Il LORAN fa quindi parte della famiglia di sistemi di radionavigazione iperbolici.
Se si conoscono le posizioni delle stazioni, la posizione del ricevente deve appartenere all'iperbole corrispondente all'intervallo di tempo misurato. Per questo motivo, una sola coppia di stazioni non permette di determinare la posizione bidimensionale sugli infiniti punti dell'iperbole. È necessario che lo stesso principio sia applicato anche su un'altra coppia di trasmettitori, che individuerà una seconda iperbole: la posizione cercata si troverà all'intersezione delle due distinte iperboli. Nella pratica, il sistema LORAN si basa su sole tre stazioni, accoppiandone una per due volte.

## Sistema LORAN
Nel caso del LORAN, una stazione, detta master, è usata per entrambe le applicazioni del principio ed è confrontata separatamente con ognuna delle due stazioni slave o secondarie. Date due stazioni secondarie, la differenza di tempo (abbreviata TD, dalla designazione inglese) tra la stazione master e la prima secondaria identifica una curva, mentre la differenza di tempo tra la stazione master e l'altra secondaria identifica un'altra curva. Le due curve, spesso dette linee TD, si intersecano in un punto geografico relativo alle posizioni delle tre stazioni.
In pratica, il sistema LORAN è implementato mediante gruppi geografici o catene costituite da una stazione master e almeno due (ma spesso più) stazioni secondarie, con un determinato intervallo di ripetizione chiamato group repetition interval (intervallo di ripetizione del gruppo, abbreviato GRI) e definito in microsecondi
La stazione master trasmette ripetutamente serie di impulsi intervallate dal GRI. Le stazioni secondarie ricevono il segnale dalla master, attendono un determinato intervallo (nell'ordine dei millisecondi) chiamato secondary coding delay (ritardo di codifica secondaria) prima di inviare il segnale di risposta. In una data catena, ogni secondary coding delay è diverso per permettere di identificare la provenienza di ciascun segnale, anche se in pratica i ricevitori LORAN moderni non sfruttano questo fattore.
Le stazioni sono sincronizzate con orologi atomici al cesio, con un errore di 5×10−7 s.
Il sistema, a lungo raggio, consente di utilizzare rotte ortodromiche tra due punti qualsiasi, compresi nell'area di copertura.

### Catene LORAN
Ogni catena LORAN nel mondo utilizza un GRI univoco, designato dal numero di microsecondi diviso per 10 (i ritardi GRI sono in genere multipli di 100 microsecondi). Le catene LORAN sono referenziate spesso quindi tramite il loro GRI, ad esempio GRI 9960.
A causa della natura delle curve iperboliche, è possibile che una particolare combinazione tra una master e due secondarie definisca una griglia dove gli assi si intersecano in angoli acuti. Per un'accuratezza geografica ideale, sarebbe invece più agevole lavorare in un sistema di coordinate cartesiane (dove gli assi si intersecano ad angolo retto). Quando il ricevitore si muove attraverso la zona coperta da una catena, una griglia che all'inizio è quasi cartesiana diventa progressivamente sempre più angolata; di conseguenza una o entrambe le secondarie dovrebbero essere riselezionate in modo che le linee TD si intersechino in angoli più vicini ad angoli retti. Quasi ogni catena, per permettere ciò, possiede quindi da almeno tre a cinque secondarie.

## Cartografia LORAN

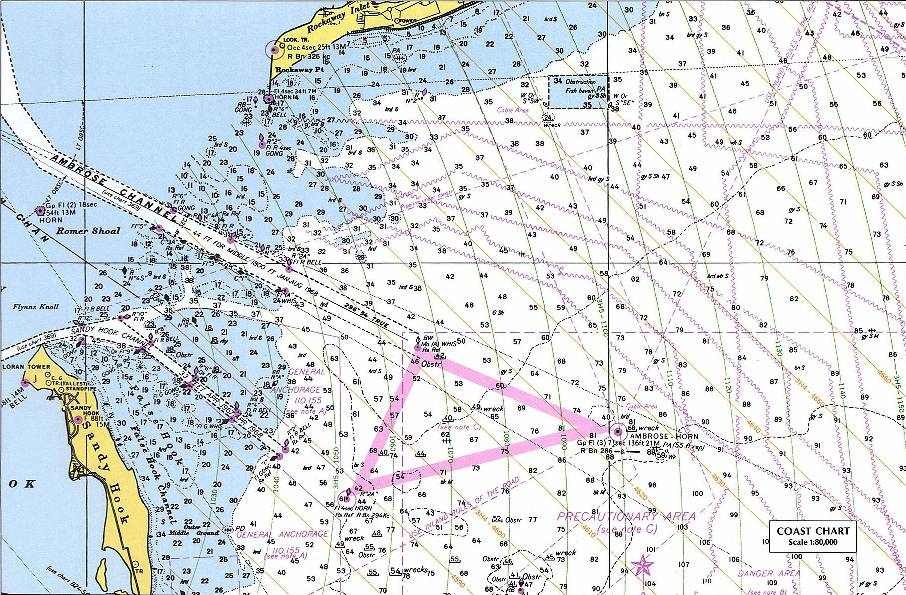
Carta nautica del porto di New York con le linee TD del sistema LORAN-A. Si noti che le linee stampate non si estendono sulle acque interne.

Laddove la copertura LORAN sia disponibile, le carte nautiche marine includono rappresentazioni visibili delle linee TD a intervalli regolari, che coprono le acque. Per ciascuna linea è indicato l'intervallo di tempo associato. Le linee che rappresentano un dato accoppiamento master-slave sono stampate con colori differenti.
A causa di problemi di interferenza e propagazione sofferti dai segnali LF da elementi di terra e strutture artificiali, l'accuratezza del segnale LORAN diminuisce drasticamente nelle acque interne. Conseguentemente, le carte nautiche non inseriscono linee TD in tali aree, per evitare che ci si affidi al LORAN per la navigazione in tali aree.
I ricevitori LORAN tradizionali visualizzano in genere l'intervallo di tempo tra ogni accoppiamento tra la master e una delle due secondarie selezionate. Il valore è in relazione con i numeri associati alle linee TD segnati sulla carta.
I ricevitori LORAN moderni sono in grado di visualizzare direttamente le coordinate geografiche anziché gli intervalli, con maggiore accuratezza e immediatezza d'uso.

## Trasmettitori e antenne

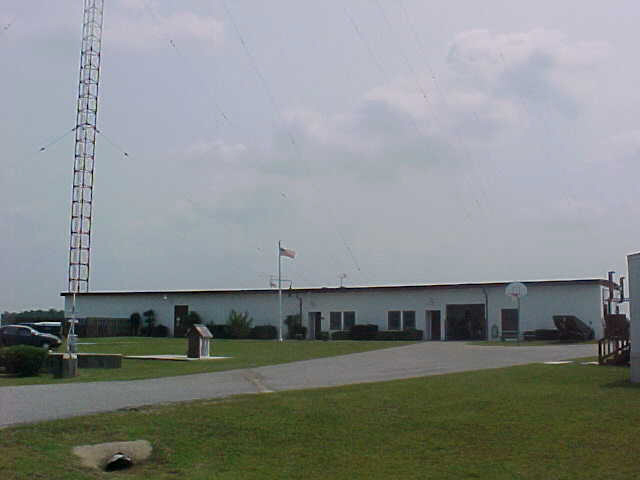
Stazione LORAN Malone, Florida.

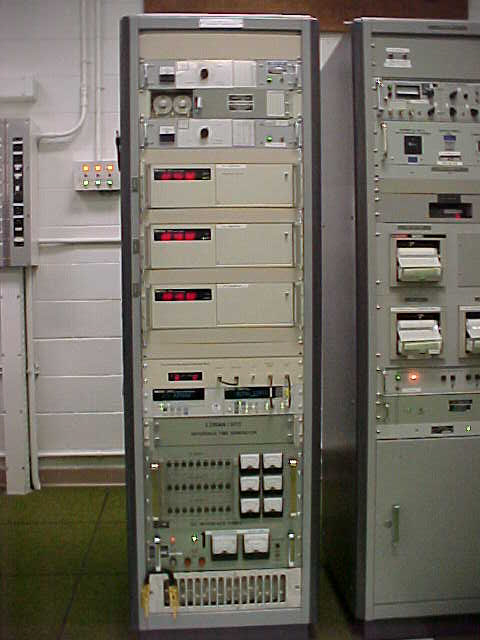
Orologi atomici al cesio per la sincronizzazione dei segnali

I trasmettitori LORAN-C operano con potenze che vanno da circa 100 kW a 4 MW, comparabili con le stazioni di radiodiffusione sulle onde lunghe. Molti trasmettitori LORAN-C utilizzano torri di trasmissione isolate dal terreno, con altezze tra 190 e 220 metri. Le torri sono dimensionate induttivamente e provviste di un induttore di carico. Una stazione che utilizza questo tipo di antenna è il trasmettitore LORAN-C Rantum.
Sono usate anche torri di trasmissione senza tiranti, con altezze simili. Un esempio è il trasmettitore LORAN-C Carolina Beach.
I trasmettitori con potenze di uscita superiori 1000 kW utilizzano talvolta torri supertall, con altezze tra le più elevate per quanto riguarda le opere architettoniche.
Altre stazioni LORAN-C ad alta potenza, come il trasmettitore LORAN-C George, utilizzano quattro antenne T montate su quattro torri con tiranti, disposte a quadrato.
Tutte le antenne LORAN-C irradiano in maniera omnidirezionale. A differenza delle stazioni di radiodiffusione in onde lunghe, le stazioni LORAN-C non possono usare antenne di riserva, dato che la loro posizione leggermente differente produrrebbe infatti linee di posizione differenti rispetto a quelle dell'antenna primaria.

## Limitazioni
Il sistema LORAN è influenzato dagli effetti elettrici del tempo atmosferico, in particolare dagli effetti di alba e tramonto. Il segnale più accurato è l'onda di terra che segue la superficie terrestre, soprattutto se compie un percorso sul mare. Di notte, l'onda di cielo che si riflette sulla ionosfera compie un percorso diverso dall'onda di terra, causando un'interferenza multipercorso. L'alba e il tramonto inducono reazioni nella ionosfera, causando quindi particolari disturbi ai sistemi LORAN. Anche le tempeste magnetiche producono effetti notevoli, come su ogni altro sistema basato sulla radio.
Il LORAN richiede la ricezione di segnali da trasmettitori sulla terraferma, quindi ha una copertura limitata alle regioni provviste di catene di stazioni. Ad ogni modo la copertura è abbastanza buona in America settentrionale, Europa e nelle aree del Pacifico.

## Sistemi LORAN
Sono stati sviluppati vari tipi di sistemi LORAN, prima della definitiva adozione del LORAN-C, che però non andarono oltre lo stadio sperimentale.
- Il LORAN-A operava sulla banda MF ed era usato prima dell'impiego del più accurato LORAN-C. Le frequenze utilizzate dal LORAN-A erano 1750, 1850, 1900 e 950 kHz. Il LORAN-A continuò comunque ad essere usato grazie al prezzo relativamente basso degli apparati ed al suo ampio uso nella navigazione privata e commerciale.
- Il LORAN-B era una variazione del LORAN-A, basato su una modifica strutturale che permette di comparare la fase dei segnali ricevuti.
- Il LORAN-D era un sistema a corto raggio, sviluppato per usi tattici da parte dei bombardieri della Air Force.
- Il LORAN-F era un sistema non ufficiale per il controllo di droni.

### LORAN-A
Il LORAN-A fu usato nella guerra del Vietnam per la navigazione dei grandi aerei statunitensi (C-124, C-130, C-97, C-123, HU-16 Albatross etc.).
Uno dei comuni ricevitori da aeromobile all'epoca era il R-65/APN-9 che combinava ricevitore e monitor CRT in una singola unità relativamente leggera, che sostituiva le due separate del precedente APN-4. L'APN-9 e l'APN-4 erano largamente usati sulle navi da pesca negli Stati Uniti durante il secondo dopoguerra, essendo economici, accurati e reperibili facilmente.
Il problema principale concernente l'uso nelle navi di ricevitori per aeromobile era la necessità di una tensione di 115 VAC a 400 Hz. Fu risolto inizialmente con l'uso di inverter meccanici, grandi, rumorosi e poco efficienti, in genere con ingresso a 28 VDC e uscita 115 VAC a 400 Hz. Negli anni sessanta alcune aziende (ad esempio Topaz e Linear Systems) lanciarono sul mercato inverter a stato solido progettati proprio per apparati LORAN-A di questo tipo, che in virtù delle loro ridotte dimensioni e della maggiore efficienza sostituirono quasi tutti gli inverter meccanici. Successivamente, la disponibilità di inverter a stato solido con ingresso a 12 V permise l'utilizzo dei dispositivi LORAN-A di provenienza surplus anche in barche più piccole, senza disponibilità di tensione a 24-28 V.
Il LORAN-A ebbe un ruolo importante nel recupero di varie navi alla deriva, essendo esse in grado fornire un'accurata stima della posizione. Fu anche un importante aiuto di navigazione per navi che non potevano permettersi un apparato radar, in situazioni dove la mancanza di tale dispositivo era in parte compensata da un'accurata conoscenza della posizione del mezzo (es. nebbia nei porti). Il basso prezzo degli apparati di surplus (spesso sotto i 150 dollari) permise anche ai proprietari di piccole navi da pesca di dotarsi di tali dispositivi, con un notevole aumento di sicurezza. Gli apparati LORAN-A di surplus erano comuni su navi commerciali da pesca, più rari sugli yacht, probabilmente a causa dell'estetica spartana.
La Pan American World Airlines utilizzava gli APN-9s nei primi voli con i Boeing 707. L'APN-9, surplus della seconda guerra mondiale, era decisamente datato rispetto ai moderni abitacoli del 707 ma forniva comunque un aiuto fondamentale alla navigazione. Un R-65A/APN-9 placcato in oro, omaggio per il ritiro di un ex-capitano dell'agenzia, è oggi esposto al museo dell'Aeroporto Internazionale di San Francisco.
In seguito venne realizzata anche un'oscura variante del modello APN 9, identificata dalla sigla APN 9A. Secondo un manuale tecnico dell'US Air Force, che ne riporta le fotografie e gli schemi costruttivi, l'apparato era ospitato in un contenitore identico all'APN 9 ma era del tutto differente per ciò che riguardava il pannello frontale e la circuiteria interna, esclusa la sezione a radiofrequenza. Il modello 9A era dotato di circuiti divisori di frequenza digitali realizzati con flip-flop a valvole, che consentivano di indicare i tempi di ritardo (TD) tra il segnale della stazione Master e quello della stazione Slave attraverso commutatori rotativi decimali posti sul pannello frontale. Viceversa, il modello precedente APN 9 richiedeva all'operatore un conteggio "a vista" degli impulsi di sincronismo dell'oscillatore al quarzo mostrati sullo schermo CRT, che andavano quindi sommati per calcolare il TD. L'APN 9A non ebbe vasta diffusione in ambito militare, se pure ne ebbe alcuna, ma la sua esistenza rappresenta un importante passo in avanti nella tecnologia dei ricevitori LORAN-A per uso non civile.
Negli anni settanta un'azienda statunitense, la SRD Labs, commercializzò moderni apparati LORAN-A tra cui uno completamente automatico, con la lettura digitale del TD (intervallo di tempo) sullo schermo a tubo catodico, e un tracciamento automatico che permetteva un aggiornamento continuo dei TD. Altri modelli prodotti dalla SRD richiedevano invece di allineare manualmente il segnale master ai secondari sul CRT, mantenuti poi allineati mediante la tecnica PLL e fornendo quindi il valore del TD. Tali apparati tracciavano solo una coppia di stazioni per volta, fornendo le informazioni relative quindi ad una sola linea di posizione: erano necessari due apparati per avere due TD e conseguentemente determinare la posizione rispetto alle tre stazioni.
Molto tempo dopo l'abbandono del LORAN-A, i pescatori commerciali si riferivano ancora ai TD con la vecchia designazione. Vari apparati LORAN-C includevano infatti convertitori per i TD in modo da poter essere usati anche con le designazioni del vecchio sistema.

## LORAN Data Channel
Il LORAN Data Channel (dall'inglese, canale dati LORAN, abbreviato LDC) è un progetto sostenuto dalla Federal Aviation Administration e dalla United States Coast Guard per l'invio di dati a basso bitrate mediante il sistema LORAN. Le informazioni inviabili includono l'identificazione della stazione, il tempo assoluto e messaggi di correzione della posizione.
Nel 2001 sono stati inviati, mediante questo sistema, messaggi di correzione simili a quelli di tipo Wide Area Augmentation System (WAAS) del sistema GPS in un test della catena LORAN dell'Alaska. Nel novembre 2005, varie stazioni statunitensi erano attive nell'invio di messaggi di test tramite il sistema LDC.
Recentemente, in Europa il sistema LORAN-C è stato usato per inviare vari tipi di messaggi, tra cui segnali per il sistema GPS differenziale, mediante l'utilizzo di un metodo di trasmissione simile all'LDC, chiamato EUROFIX.

## Sviluppi futuri
L'abbandono del sistema LORAN è già stato proposto: i critici sostengono che avrebbe infatti un costo troppo elevato in relazione all'esiguo numero di utenti, oltre al fatto che il GPS sarebbe un'alternativa migliore in ogni caso.
I fautori sostengono invece che vi siano tre vantaggi fondamentali. Innanzitutto la potenza del segnale è elevata, quindi è decisamente più protetto da tecniche di radio jamming rispetto al GPS; in secondo luogo è un sistema indipendente e potrebbe essere usato come riserva, mentre ad esempio, la rete GPS è di proprietà del Dipartimento della difesa degli Stati Uniti che avrebbe la potenziale possibilità di bloccarla arbitrariamente in qualsiasi momento. Infine, i segnali LORAN possono essere combinati con il GPS per una maggiore precisione nel determinare la posizione, rispetto all'uso di uno solo dei due.
Recentemente, sia gli enti governativi statunitensi che quelli europei hanno compiuto la decisione politica di mantenere, ed eventualmente sviluppare, la propria copertura LORAN.
Il piano di radionavigazione federale statunitense del 2005, pubblicato nel febbraio 2006, afferma che le stazioni LORAN non saranno disattivate senza un preavviso di almeno sei mesi, e che una valutazione del sistema sarà completata per la fine del 2006. I risultati determineranno il futuro del LORAN, almeno nel contesto USA.

## E-LORAN
Con la consapevolezza delle vulnerabilità e delle limitazioni di propagazione e ricezione del sistema GPS, è nato un nuovo interesse per le applicazioni e lo sviluppo del LORAN.
È stato quindi progettato un sistema migliorato, detto Enhanced LORAN, E-LORAN o eLoran che introduce sviluppi nei ricevitori e nelle caratteristiche della trasmissione, incrementando l'accuratezza e l'utilità del LORAN tradizionale, portandolo ad una risoluzione spaziale di 8 metri, in grado di competere con il GPS. I ricevitori E-LORAN si basano contemporaneamente sui segnali di tutte le stazioni ricevute, senza limitarsi ad un'unica catena, e sono in grado di acquisire dati fino a quaranta stazioni differenti. Tali caratteristiche lo rendono un adeguato sostituto del GPS in situazioni dove questo non sia efficace o disponibile.
Il 31 maggio 2007, il dipartimento dei trasporti del Regno Unito, tramite le General Lighthouse Authorities (l'ente che si occupa degli aiuti alla navigazione) ha stipulato un contratto della durata di 15 anni per lo sviluppo e la fornitura di un moderno servizio E-LORAN, finalizzato a migliorare la sicurezza della vita umana in mare nei territori britannici e dell'Europa occidentale. Il contratto è diviso in due fasi: dal 2007 al 2010 per lo sviluppo del sistema e per la definizione dell'accordo europeo sul servizio, dal 2010 al 2022 per la fornitura totalmente operativa del servizio E-LORAN. Il trasmettitore sarà situato in Cumbria, nel Regno Unito e gestito dalla VT Communications, sezione del VT Group plc.

## Catene e trasmettitori LORAN nel mondo
Di seguito, è presentata una lista non esaustiva di stazioni LORAN, raggruppate per catene e suddivise in base a criteri geografici. Si noti che una stessa stazione può appartenere a più di una catena (in genere due).

### Europa
- GRI 7001: Bø
  - Bø - Norvegia - master
  - Berlevåg - Norvegia
  - Jan Mayen - Norvegia
- GRI 9007: Ejde
  - Ejde - Isole Fær Øer
  - Jan Mayen - Norvegia
  - Værlandet - Norvegia
- GRI 7499: Sylt
  - Lessay - Francia
  - Rantum - Germania
  - Værlandet - Norvegia
- GRI 6731: Lessay
  - Lessay - Francia
  - Rantum - Germania
  - Rugby - Regno Unito (sperimentale)
  - Soustons - Francia
- GRI 7990: Mar Mediterraneo (dismessa)
  - Estartit - Spagna (inattivo)
  - Kargaburan - Turchia (inattivo)
  - Lampedusa - Italia (inattivo)
  - Sellia Marina - Italia (inattivo)
  - Isola d'Ischia - Italia (inattivo)

### America settentrionale
Alaska e Canada
- GRI 7960: Golfo dell'Alaska
  - Narrow Cape - Alaska, USA
  - Port Clarence - Alaska, USA
  - Shoal Cove - Alaska, USA
  - Tok - Alaska, USA
- GRI 5930: Costa canadese orientale
  - Cape Race - Canada
  - Caribou - Maine, USA
  - Fox Harbour - Canada
  - Nantucket - Massachusetts, USA
- GRI 5990: Costa canadese occidentale
  - George - Washington, USA
  - Port Hardy - Canada
  - Shoal Cove - Alaska, USA
  - Williams Lake - Canada
- GRI 7270: Costa terranovese orientale
  - Cape Race - Canada
  - Comfort Cove - Canada
  - Fox Harbour - Canada

Stati Uniti
- GRI 8970: Grandi laghi
  - Baudette - Minnesota, USA
  - Boise City - Oklahoma, USA
  - Malone - Florida, USA
  - Seneca - New York, USA
- GRI 8920: Stati Uniti nord-centrali
  - Baudette - Minnesota, USA
  - Gillette - Wyoming, USA
  - Havre - Montana, USA
- GRI 9960: Stati Uniti nord-orientali
  - Caribou - Maine, USA
  - Carolina Beach - Carolina del Nord, USA
  - Nantucket - Massachusetts, USA
  - Seneca - New York, USA
- GRI 9610: Stati Uniti sud-centrali
  - Boise City - Oklahoma, USA
  - Gillette - Wyoming, USA
  - Grangeville - Idaho, USA
  - Las Cruces - Nuovo Messico, USA
  - Raymondville - Texas, USA
  - Searchlight - Nevada, USA
- GRI 7980: Stati Uniti sud-orientali
  - Carolina Beach - Carolina del Nord, USA
  - Grangeville - Idaho, USA
  - Jupiter - Florida, USA
  - Malone - Florida, USA
  - Raymondville - Texas, USA
- GRI 9940: Costa statunitense occidentale
  - Fallon - Nevada, USA
  - George - Washington, USA
  - Searchlight - Nevada, USA

### Asia
- GRI 9930: Asia orientale
  - Gesashi - Giappone
  - Kwang Ju - Corea del Sud
  - Nii-jima - Giappone
  - Pohang - Corea del Sud
- GRI 7950: Russia orientale CHAYKA
  - Tokachibuto - Giappone

Medio Oriente
- GRI 7030: Arabia Saudita meridionale
  - Afif - Arabia Saudita
  - Al Khamasin - Arabia Saudita
  - Al Muwassam - Arabia Saudita
  - Ash Shayk - Arabia Saudita
  - Salwa - Arabia Saudita
- GRI 8830: Arabia Saudita settentrionale
  - Afif - Arabia Saudita
  - Al Khamasin - Arabia Saudita
  - Al Muwassam - Arabia Saudita
  - Ash Shayk - Arabia Saudita
  - Salwa - Arabia Saudita

India
- GRI 5543: Calcutta
  - Balasore - India
  - Diamond Harbor - India
  - Patpur - India
- GRI 6042: Bombay
  - Billamora - India
  - Dhrangadhra - India
  - Veraval - India

Cina
- GRI 8930: Mar Cinese orientale
  - Raoping - Cina
  - Rongcheng - Cina
  - Xuancheng - Cina
- GRI 6780: Mar Cinese meridionale
  - Chongzuo - Cina
  - Hexian - Cina
  - Raoping - Cina
  - Xuancheng - Cina
- GRI 7430: Mar Cinese settentrionale
  - Helong - Cina
  - Rongcheng - Cina

### Oceano Pacifico
- GRI 9990: Pacifico settentrionale
  - Attu - Alaska, USA
  - Narrow Cape - Alaska
  - Port Clarence - Alaska
  - Saint Paul - Alaska
- GRI 8930: Pacifico nord-occidentale
  - Gesashi - Giappone
  - Minamitorishima (Marcus Island) - Giappone
  - Nii-jima - Giappone
  - Pohang - Corea del Sud
  - Tokachibuto - Giappone
- GRI 5980: Russo-americana
  - Attu - Alaska, USA